# Kostel Všech svatých (Újezd u Černé Hory)
Kostel Všech svatých je římskokatolický chrám v obci Újezd u Černé Hory v okrese Blansko. Je chráněn jako kulturní památka České republiky. Je farním kostelem farnosti Újezd u Černé Hory.

## Historie
Kostel byl postaven na počátku 13. století jako šlechtická svatyně v románském slohu. Dokládá to vstupní portál na jižní straně. Nejstarší dochovanou zprávou o kostele je zápis z roku 1308 o faráři Jakubu z Újezda.
V roce 1744 kostel spolu s farou a téměř celou vsí vyhořel a zůstal v ruinách. V roce 1750 byl zhotoven zednickým mistrem Františkem Josefem Stachou z Černé Hory plán na obnovu kostela v barokním slohu. Přestože měla farnost šest vrchností, nikdo z nich nechtěl opravu financovat. Kostel byl v letech 1750 – 1754 obnoven díky tomu, že tehdejší farář Jakub Želivský věnoval na opravu svoje úspory. Zbytek dodali farníci – nevolníci. Náklad na obnovu činil 905 zlatých, vnitřní vybavení 300 zlatých.

Opravy kostela znamenaly citelné zásahy do jeho původní podoby. Plochý trámový strop nahradila valená klenba s výsečemi. Navíc byly odstraněny všechny románské prvky a zachován jen vstupní portál. V přízemí věže na západní straně byly prolomeny dva otvory, jeden z nich na dvoukřídlé dveře. 

## Architektura
Jde o románský kostel z počátku 13. století, radikálně přestavěný v polovině 18. století, a upravený roku 1804. Je to orientovaná podélná jednolodní stavba s věžní emporou, sakristií přilehlou k severní straně lodi a kněžištěm s půlkruhovým závěrem.